# Robert Liefmann
Robert Liefmann, född 4 februari 1874 i Hamburg, död 20 mars 1941, var en tysk nationalekonom.
Liefmann, som var lärjunge till Magnus Biermer, blev extra ordinarie professor i Freiburg im Breisgau 1904 och ordinarie professor där 1914. Han avsattes av nazisterna efter deras maktövertagande. Biermer var döpt men definierades som Volljude. Han deporterades 1940 och dog innan det blev klart med utresetillstånd. 
Biermers huvudarbete var Grundsätze der Volkwirtschaftslehre (2 band, 1917–19, 3:e upplagan 1923), där han framlade sin "Grenzertragstheorie". Bland Liefmanns övriga arbeten märks Kartelle, Konzerne und Trusts (1905, 8:e upplagan 1929, svensk översättning 1913), Beteiligungs- und Finanzierungsgesellschaften (1909, 5:e upplagan 1931) och Geschichte und Kritik des Sozialismus (2 band, 1921–22).